# Zygmunt Zimowski
Mons. Zygmunt Zimowski (7. dubna 1949, Kupienin - 12. července 2016) byl polský římskokatolický kněz a osobní arcibiskup (od 2009), biskup diecéze Radom (2002-2009) a předseda Papežské rady pro pastoraci zdravotníků (2009-2016).

## Život
Narodil se 7. dubna 1949 v Kupieninu, Stanisławovi a Marii Zimowskim. Základní školu navštěvoval v Mędrzechówě a poté roku 1967 absolvoval liceum v Dąbrowě Tarnowske. Vstoupil do Vyššího kněžského semináře v Tarnowě a na kněze byl vysvěcen 27. května 1973 biskupem Jerzy Ablewiczem. Po vysvěcení se stal farním vikářem svaté Alžběty v Starym Sączu. Roku 1975 začal studoval dogmatickou teologii na Katolické univerzitě v Lublinu a zde získal licenciát. Poté na popud biskupa pokračoval ve svých studiích v Innsbrucku kde na Leopold-Franzens-Universität Innsbruck získal doktorát.
Dne 1. února 1983 začal působit ve vatikánské Kongregaci pro nauku víry. Mimo práce v kongregaci působil v římské farnosti. Od roku 1991 působil jako kaplan mateřského domu Sester Benediktinek v Bassano Romano. Dne 14. dubna 1988 mu papež Jan Pavel II. udělil titul Kaplana Jeho Svatosti a 10. července 1999 ho povýšil na Preláta Jeho Svatosti.
V době práce ve Vatikáně, byl postulátorem procesu svatořečení Karoliny Kózky a Romana Sitka nebo Marie Julitty Ritz.
Dne 28. března 2002 byl jmenován diecézním biskupem Radomu. Biskupské svěcení přijal 25. května 2002 z rukou kardinála Josepha Ratzingera a spolusvětiteli byli arcibiskup Józef Kowalczyk a biskup Edward Henryk Materski.
Dne 30. června 2008 mu byl udělen čestný doktorát Chrześcijańske Akademii Teologiczne w Warszawie a 9. listopad 2008 mu byl udělen prezidentem republiky Řád Polonia Restituta s hodností rytíře.
Dne 18. dubna 2009 jej papež Benedikt XVI. jmenoval arcibiskupem ad personam a předsedou Papežské rady pro pastoraci zdravotníků.